# 信越トレイル

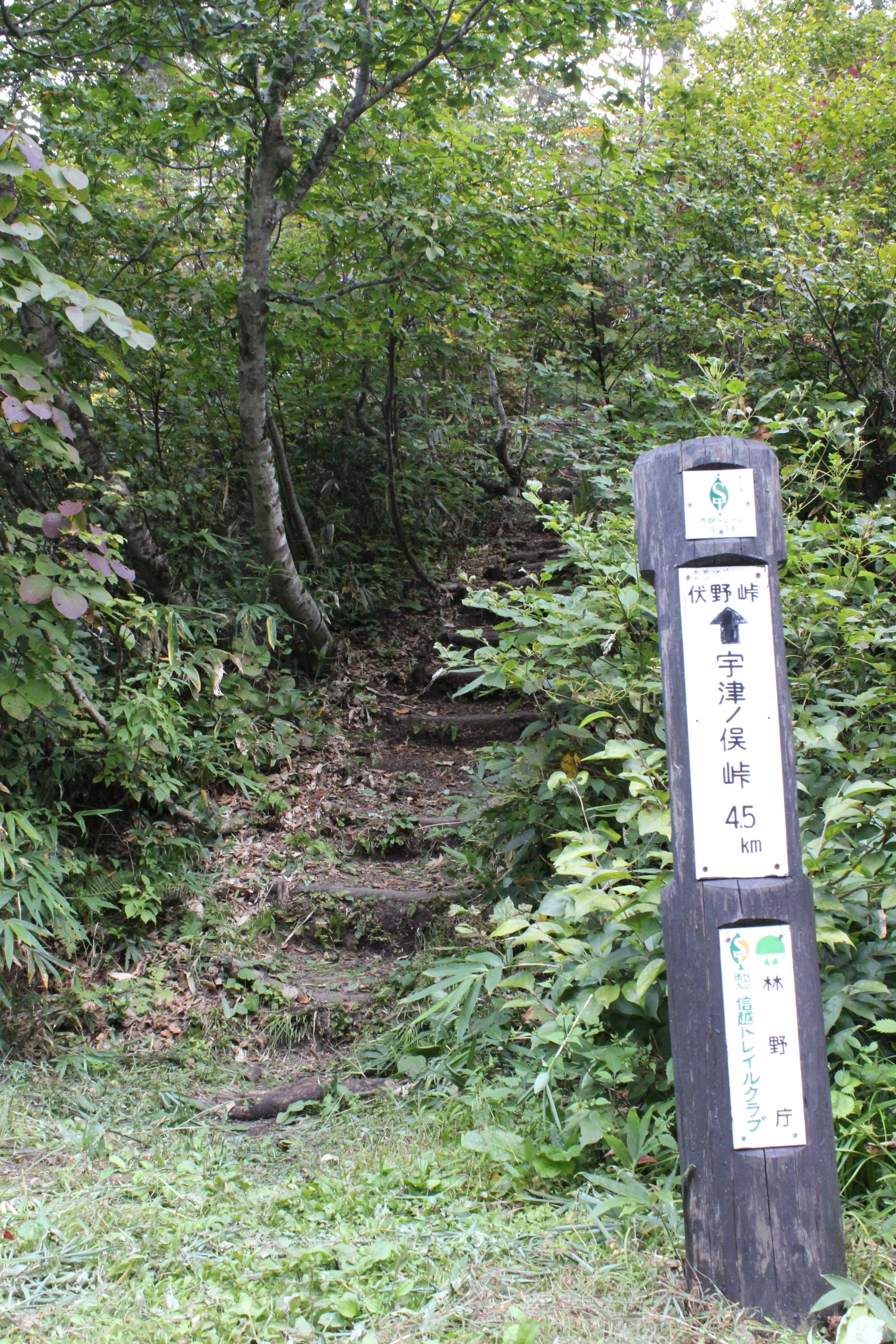
国道403号伏野峠より西側入り口

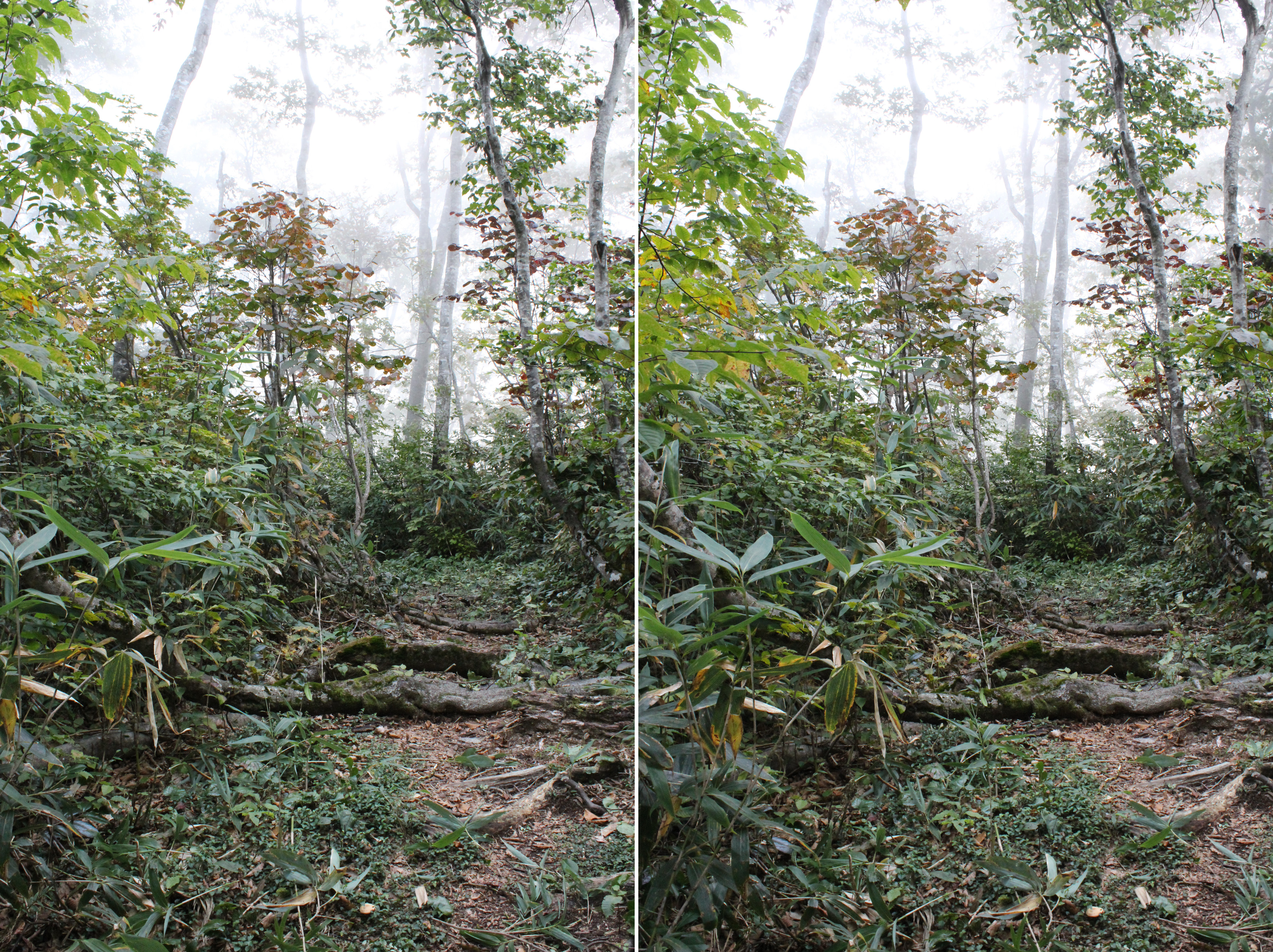
伏野峠西側付近。ステレオグラム（交差法）

信越トレイルは、長野県飯山市にある長野県と新潟県の県境に続く関田山脈にあるロングトレイル（遊歩道）である。
長野県より認証された特定非営利活動法人（NPO法人）信越トレイルクラブ（2004年（平成16年）1月16日発足）が主体となって管理しており、トレイルの整備・維持や森林整備、環境教育などの運用が行われている。

## 理念
アメリカ自然保護の父と呼ばれるジョン・ミューア（John Muir）の理念を尊重し、「関田山脈トレッキング憲章」による目的遂行のための8項目を掲げ、生態系の維持や理解することを目的とする。

## トレッキングツアー
信越トレイルは標高1,000m前後の山道をブナ林を通って景観や自然、歴史などを楽しみ学べるフィールドである。毎年6月〜11月の春から秋にかけた時期にトレッキングツアーを開催している。関田山脈のロングトレイルは全長80kmあり、コースガイドによると、全体を6セクションに区切り各々のコースをおよそ1日ずつ走破する形式である。1セクション走行距離10km前後、1セクションあたりの踏破におよそ6時間を参考タイムとしてあげている。
ロングトレイル踏破には数日を要するが、各々のセクションでは宿泊施設が紹介されておりホテル・旅館・ペンション・民宿など様々な形態の宿泊施設利用が可能である。また、テント利用による宿泊場が各セクションに用意されているのでテント泊しながら踏破する事が可能である。STC（信越トレイル）登録ガイドを頼み、各トレッキングツアーによらずに歩くことも可能である。

## 自然整備・維持管理事業
信越トレイルが主体となって地元のボランティアに支えられながら、ロングトレイルである関田山脈の整備・維持管理が行われている。環境に配慮した活動がエコツーリズムを実践する優れた取り組みが環境省：日本エコツーリズム協会により評価され数々の表彰をうけた。
- 2006年 - 第2回エコツーリズム大賞 特別賞受賞
- 2008年 - 第4回エコツーリズム大賞 優秀賞受賞
- 2011年 - 第7回エコツーリズム大賞 大賞受賞

## 組織
信越トレイルクラブとして、代表理事に元飯山市長の小山邦武をはじめとして、副代表理事に市村次夫（小布施堂社長）などが参加する。

高田平野から望む関田山脈